# Tomales
Tomales é uma Região censo-designada localizada no estado americano de Califórnia, no Condado de Marin.

## Demografia
Segundo o censo americano de 2000, a sua população era de 210 habitantes.

## Geografia
De acordo com o United States Census Bureau tem uma área de 0,8 km², dos quais 0,8 km² cobertos por terra e 0,0 km² cobertos por água. Tomales localiza-se a aproximadamente 27 m acima do nível do mar.

## Localidades na vizinhança
O diagrama seguinte representa as localidades num raio de 24 km ao redor de Tomales.